# Pampusana norfolkensis
La paloma perdiz de la Isla Norfolk (Pampusana norfolkensis) es una especie extinta de ave columbiforme de la familia Columbidae que vivía en la isla Norfolk. Se extinguió debido a la introducción de depredadores a las islas, desapareciendo unas pocas décadas después del asentamiento europeo a fines del siglo xviii.

## Taxonomía
La posición taxonómica y validez de la especie es controvertida. La mayor parte de información sobre la especie proviene de una ilustración realizada por John Hunter para el libro Collection of 100 original watercolours of Birds, Flowers, Fishes and Natives done during 1788–1790 in New South Wales, placa n.º 89, con la descripción «Dove. Norflok Island». John Latham publicó la primera descripción científica de Columba norfolciensis en 1801, sin embargo, el nombre también fue usado para referirse a la palomita esmeralda dorsiverde y a la paloma blanquinegra, y no se puede confirmar que la descripción original de Latham se refería a la especie ilustrada por Hunter. Debido a la identidad incierta y al uso confuso del nombre por Latham, el nombre científico Columba norfolciensis fue oficialmente suprimido por la ICZN en 2010. Esta opinión fue seguida por el COI y la UICN que eliminaron el taxón de su lista de especies válidas en 2014. Joseph Forshaw introdujo un nuevo nombre científico para la paloma perdiz de la Isla Norfolk en 2015, Alopecoenas norfolkensis.